# (241944) 2002 CU147
(241944) 2002 CU147 to planetoida okrążająca Słońce po nietypowej orbicie.

## Odkrycie
Została odkryta 10 lutego 2002 roku. Nazwa planetoidy jest oznaczeniem tymczasowym.

## Orbita
(241944) 2002 CU147 okrąża Słońce w ciągu 11 lat i ok. 352 dni w średniej odległości 5,23 j.a. po orbicie o inklinacji wynoszącej ok. 33°. W swoim obiegu w peryhelium wynoszącym 3,59 j.a. krąży wewnątrz pasa głównego planetoid, a w aphelium (6,87 j.a.) znajduje się znacznie dalej od Słońca niż Jowisz. Planetoida ta pozostaje w rezonansie orbitalnym 1:1 z Jowiszem. Według danych z dnia 12 sierpnia 2011 roku (241944) 2002 CU147 jest jedną z 125 niesklasyfikowanych asteroid.